# Madagaster
Madagaster là một chi thực vật có hoa trong họ Cúc (Asteraceae).

## Loài
Chi Madagaster gồm các loài: